# أحمد الخالدي (لاعب كرة قدم)
أحمد علي الخالدي مواليد 10 مارس 1995 في ، السعودية، هو لاعب كرة قدم سعودي لعب سابقاً لنادي الثقبة في الوسط.